# Willie Garson
William Garson Paszamant (Highland Park, Nueva Jersey, 20 de febrero de 1964-21 de septiembre de 2021) fue un actor estadounidense. Mundialmente reconocido por su rol de Stanford Blatch en la serie Sex and the City.

## Primeros años
Fue hijo de Donald M. Paszamant y Muriel Schwartz. Garson asistió al campamento Wekeela en Hartford, Maine cuando era solo un niño de 11 años de edad. Recibió un grado de teatro de la Universidad Wesleyana y asistió a la Universidad de Yale Drama School.

## Cine y televisión
Garson tuvo un papel secundario como Henry Coffield en NYPD Blue y como Standford Blatch en Sex and the City. Sus apariciones en televisión incluyen las serie Mr. Belvedere, My Two Dads, Quantum Leap, Monk, Girl Meets World, Ally McBeal, Party of Five, Star Trek: Voyager, Cheers, Special Unit 2, Buffy the Vampire Slayer, Friends, The X-Files, Yes, Dear, CSI: Crime Scene Investigation, Pushing Daisies, Stargate SG-1, Wizards of Waverly Place, Hawaii Five-0, CSI: Miami, Mental, Spin City, White collar y Taken.
A partir de 2009 interpretó a Mozzie en la serie de USA Network White Collar.
Garson también apareció en tres películas de los hermanos Farrelly: Kingpin, There's Something About Mary y Fever Pitch. Sus otros créditos cinematográficos incluyen Groundhog Day, Just Like Heaven, La Roca, Being John Malkovich, Freaky Friday, Labor Pains, Out Cold, Sex and the City y Sex and the City 2.

## Vida personal
En 2009, Garson adoptó a un niño de siete años, Nathen. A pesar de que Garson hizo de un hombre gay en Sex and the City, era heterosexual.

## Últimos años y muerte
En los últimos años de su vida su salud empeoró a medida que el cáncer de páncreas que padecía avanzaba. Sin embargo filmó los 3 primeros episodios de la miniserie continuación de "Sex and The City" llamada "And Just Like That ..." y el cuarto episodio fue dedicado en su honor. Willie falleció en la tarde del 21 de septiembre de 2021.

## Filmografía

### Cine
| Año  | Título                                  | Personaje                          | Notas |
| ---- | --------------------------------------- | ---------------------------------- | ----- |
| 1987 | The Price of Life                       | Padre                              | Corto |
| 1989 | Troop Beverly Hills                     | Bruce                              |       |
| 1990 | Brain Dead                              | Miembro directivo                  |       |
| 1990 | The Adventures of Ford Fairlane         | Frat Boy                           |       |
| 1990 | Repossessed                             | Estudiante Nerd                    |       |
| 1991 | Across the Tracks                       | Vendedor                           |       |
| 1991 | Soapdish                                | Ejecutivo de Nitwit                |       |
| 1991 | Mobsters                                | Operador de teléfono               |       |
| 1992 | Ruby                                    | Lee Harvey Oswald                  |       |
| 1993 | Groundhog Day                           | Asistente de Phil, Kenny           |       |
| 1993 | Untamed Heart                           | Patsy                              |       |
| 1993 | When the Party's Over                   | Vic Montana                        |       |
| 1993 | Daybreak                                | Simon                              |       |
| 1994 | Cityscrapes: Los Angeles                | John                               |       |
| 1994 | Black Sheep                             | Anthony Guifoyle                   |       |
| 1994 | Every Breath                            | Bob                                |       |
| 1994 | Speechless                              | Dick                               |       |
| 1995 | Things to Do in Denver When You're Dead | Cuffy                              |       |
| 1995 | The Tie That Binds                      | Ray Tanton                         |       |
| 1996 | Alone in the Woods                      | Lyle                               |       |
| 1996 | The Destiny of Marty Fine               | Jack                               |       |
| 1996 | The Rock                                | Francis Reynolds                   |       |
| 1996 | Kingpin                                 | Purse Snatcher                     |       |
| 1996 | Mars Attacks!                           | Tipo corporativo                   |       |
| 1998 | There's Something About Mary            | Dr. Zit Face / Amigo de secundaria |       |
| 1998 | Living Out Loud                         | Hombre en elevador                 |       |
| 1999 | The Suburbans                           | Craig                              |       |
| 1999 | Being John Malkovich                    | Tipo en restaurante                |       |
| 1999 | Play It to the Bone                     | Cappie Caplan                      |       |
| 2000 | Our Lips Are Sealed                     | Agente Norm                        |       |
| 2000 | Fortress 2                              | Stanley Nussbaum                   |       |
| 2000 | What Planet Are You From?               | Brett                              |       |
| 2001 | Out Cold                                | Ted Muntz                          |       |
| 2002 | Luster                                  | Sonny Spike                        |       |
| 2003 | Freaky Friday                           | Evan                               |       |
| 2003 | A Problem with Fear                     | Erin                               |       |
| 2004 | Seeing Other People                     | Tipo en silla de ruedas sospechoso | Corto |
| 2004 | House of D                              | Agente de boletería                |       |
| 2005 | Fever Pitch                             | Kevin (El Doctor)                  |       |
| 2005 | Just like Heaven                        | Maitre D'                          |       |
| 2005 | Little Manhattan                        | Ralph                              |       |
| 2006 | Thank Heaven                            | Grant Strong                       |       |
| 2006 | The TV Set                              | Brian                              |       |
| 2006 | Zoom                                    | Dick                               |       |
| 2008 | Beau Jest                               | Joel Goldman                       |       |
| 2008 | Sex and the City                        | Stanford Blatch                    |       |
| 2009 | Shannon's Rainbow                       | Richard                            |       |
| 2009 | Labor Pains                             | Carl                               |       |
| 2010 | Ashley's Ashes                          | Limus                              |       |
| 2010 | Sex and the City 2                      | Stanford Blatch                    |       |
| 2012 | Fops                                    | El rey                             | Corto |
| 2012 | Periods.                                |                                    |       |
| 2014 | Walk of Shame                           | Dan Karlin                         |       |
| 2017 | The Polka King                          | Lonny                              |       |
| 2017 | Feed                                    | Sr. Brack                          |       |
| 2019 | 7 Days to Vegas                         | Danny                              |       |
| 2020 | The Bellmen                             | Alan                               |       |
| 2020 | Magic Camp                              | Administrador de Casino            |       |

### Televisión
| Año        | Título                                                    | Personaje                                    | Notas                                                                                    |
| ---------- | --------------------------------------------------------- | -------------------------------------------- | ---------------------------------------------------------------------------------------- |
| 1986       | The Deliberate Stranger                                   |                                              | Película de televisión                                                                   |
| 1986       | Family Ties                                               | Walter                                       | Episodio: "Paper Chase"                                                                  |
| 1986       | Cheers                                                    | Mesero                                       | Episodio: "The Cape Cad"                                                                 |
| 1986       | You Again?                                                | Empleado                                     | Episodio: "Quit Is a Four Letter Word"                                                   |
| 1986–1987  | Newhart                                                   | Sr. Whorley / Steve                          | 2 Episodios: "Desperately Desiring Susan: Part 2"; "Reading, Writing, and Rating Points" |
| 1986–1990  | Mr. Belvedere                                             | Carl                                         | 7 Episodios                                                                              |
| 1987       | My Two Dads                                               | Tom                                          | Episodio: "Crime and Punishment"                                                         |
| 1988–1989  | It's a Living                                             | Phil Roman                                   | 3 Episodios                                                                              |
| 1989       | Coach                                                     | Empleado                                     | Episodio: "The Loss Weekend"                                                             |
| 1989       | Peter Gunn                                                | Rusty                                        | Película de televisión                                                                   |
| 1989       | Chicken Soup                                              | Mesero                                       | Episodio: "Double Date"                                                                  |
| 1989–1992  | Quantum Leap                                              | Alik Idell / Lee Harvey Oswald / Seymour     | 3 Episodios                                                                              |
| 1990       | Thirtysomething                                           | Ray                                          | Episodio: "Good Sex, Some Sex, What Sex, No Sex"                                         |
| 1990       | Booker                                                    | Mac Larson                                   | Episodio: "Mobile Home"                                                                  |
| 1991       | Twin Peaks                                                | Heavy Metal Roadie                           | Episodio #2.20                                                                           |
| 1993       | L.A. Law                                                  | Jay Berg                                     | Episodio: "Odor in the Court"                                                            |
| 1993       | Big Al                                                    | Ricki                                        | Corto                                                                                    |
| 1993       | Flying Blind                                              | Leech Boy                                    | Episodio: "The Bride of Marsh Man 2: The Spawning"                                       |
| 1993       | A League of Their Own                                     |                                              | Episodio: "Marathon"                                                                     |
| 1993–1999  | Boy Meets World                                           | Leonard Spinelli / Mervyn / The Minister     | 4 Episodios                                                                              |
| 1994       | Renegade                                                  | Tommy                                        | Episodio: "Once Burned, Twice Chey"                                                      |
| 1994       | Ray Alexander: A Taste for Justice                        |                                              | Película de televisión                                                                   |
| 1995       | Pig Sty                                                   | Hansen                                       | 2 Episodios: "Mr. Nice Guy"; "Leap Into an Open Grave"                                   |
| 1995       | MADtv                                                     | Lee Harvey Oswald                            | Episodio: "Kato Kaelin/Poison"                                                           |
| 1995       | The Barefoot Executive                                    |                                              | Película de televisión                                                                   |
| 1995       | Partners                                                  | Larry                                        | Episodio: "Do We Have to Write You a Check?"                                             |
| 1995       | Mad About You                                             | Randall                                      | Episodio: "New Year's Eve"                                                               |
| 1995, 1999 | The X-Files                                               | Quinton 'Roach' Freely / Henry Weems         | 2 Episodios: "The Walk"; "The Goldberg Variation"                                        |
| 1996       | Touched by an Angel                                       | Eddie Brenner                                | Episodio: "Dear God"                                                                     |
| 1996–1999  | NYPD Blue                                                 | Henry Coffield                               | 7 Episodios                                                                              |
| 1997       | The Practice                                              | D.A. Frank Shea                              | 2 Episodios: "Trial and Error"; "Dog Bite"                                               |
| 1997–1998  | Melrose Place                                             | Dr. Mosley                                   | 2 Episodios: "Secrets and Wives"; "Coop de Grace"                                        |
| 1997–1998  | Ally McBeal                                               | Alan Farmer / Frank Shea                     | 2 Episodios: "Compromising Positions"; "These Are the Days"                              |
| 1998       | Ask Harriet                                               | Ronnie Rendall                               | Reparto principal                                                                        |
| 1998       | Buffy the Vampire Slayer                                  | Guardia de seguridad                         | Episodio: "Killed by Death"                                                              |
| 1998       | Party of Five                                             | Sr. Kroop                                    | 3 Episodios                                                                              |
| 1998       | Star Trek: Voyager                                        | Riga                                         | Episodio: "Thirty Days"                                                                  |
| 1998–2004  | Sex and the City                                          | Stanford Blatch                              | 27 Episodios                                                                             |
| 1999       | Friends                                                   | Steve Cera                                   | Episodio: "The One with the Girl Who Hits Joey"                                          |
| 1999       | Just Shoot Me!                                            | Kurt                                         | Episodio: "Miss Pretty"                                                                  |
| 1999       | Early Edition                                             | Willie Dretler                               | Episodio: "The Out-of-Towner"                                                            |
| 1999       | Come On Get Happy: The Partridge Family Story             | Sam                                          | Película de televisión                                                                   |
| 1999       | Nash Bridges                                              | Leonard Voss                                 | Episodio: "Crosstalk"                                                                    |
| 2000       | City of Angels                                            | Norman Lewis                                 | Episodio: "Cry Me a Liver"                                                               |
| 2000       | Level 9                                                   | Bones                                        | 2 Episodios: "Mail Call"; "DefCon"                                                       |
| 2000       | Spin City                                                 | Ned                                          | Episodio: "Blind Faith"                                                                  |
| 2000–2006  | Stargate SG-1                                             | Martin Lloyd                                 | 3 Episodios                                                                              |
| 2001–2002  | Special Unit 2                                            | Amphorian / Cupido / Hermanito / Ross Bowman | 2 Episodios: "The Brothers"; "The Love"                                                  |
| 2002       | Taken                                                     | Dr. Kreutz                                   | 2 Episodios                                                                              |
| 2003       | CSI: Crime Scene Investigation                            | Bud Simmons / Sexy Kitty                     | Episodio: "Fur and Loathing"                                                             |
| 2004       | Yes, Dear                                                 | Gordon                                       | Episodio: "Kim and Gordon"                                                               |
| 2004       | Monk                                                      | Leo Navarro                                  | Episodio: "Mr. Monk and the Panic Room"                                                  |
| 2005–2006  | CSI: Miami                                                | Ian Sutter / Ian Sutton                      | 2 episodios: "Sex & Taxes"; "If Looks Could Kill"                                        |
| 2006       | Las Vegas                                                 | Pete Natelson                                | Episodio: "Bait and Switch"                                                              |
| 2007       | John from Cincinnati                                      | Meyer Dickstein                              | Reparto principal; 10 Episodios                                                          |
| 2008       | Chocolate News                                            | Larry Turner                                 | Episodio: "Episode #1.1"                                                                 |
| 2009       | Imagination Movers                                        | Pants Armstrong                              | Episodio: "Second Chance Pants"                                                          |
| 2009       | Wizards of Waverly Place                                  | Sr. Frenchy                                  | Episodio: "Fashion Week"                                                                 |
| 2009       | Pushing Daisies                                           | Dick Dicker                                  | Episodio: "Window Dressed to Kill"                                                       |
| 2009       | Medium                                                    | Alan Hitchens                                | Episodio: "The Talented Ms. Boddicker"                                                   |
| 2009       | Mental                                                    | Leonard Steinberg                            | Episodio: "Rainy Days"                                                                   |
| 2009–2014  | White Collar                                              | Mozzie                                       | Reparto principal, 80 Episodios                                                          |
| 2011–2015  | Whole Day Down                                            | Willie                                       | Reparto principal                                                                        |
| 2012       | Hot in Cleveland                                          | Dr. Brotz                                    | Episodio: "God and Football"                                                             |
| 2013       | Two and a Half Men                                        | Dr. Steven Staven                            | Episodio: "Run, Steven Staven! Run!"                                                     |
| 2013       | Wendell & Vinnie                                          | Miembro del jurado                           | Episodio: "Mock Law & Order"                                                             |
| 2013       | How to Live with Your Parents (For the Rest of Your Life) | Harry                                        | Episodio: "How to Live with the Academy Awards Party"                                    |
| 2014       | Girl Meets World                                          | Harrison Miller                              | Episodio: "Girl Meets Popular"                                                           |
| 2014       | Franklin & Bash                                           | Dr. Nick Beckman                             | Episodio: "Kershaw v. Lincecum"                                                          |
| 2015       | Weird Loners                                              | Carl                                         | Episodio: "Weird Knight"                                                                 |
| 2015–2020  | Hawaii Five-0                                             | Gerard Hirsch                                | Recurrente, 9 Episodios                                                                  |
| 2016       | The Mysteries of Laura                                    | George Tilieu                                | Episodio: "The Mystery of the Downward Spiral"                                           |
| 2017       | Scandal                                                   | Manifestante                                 | Episodio: "Day 101"                                                                      |
| 2018       | Salvation                                                 | Dr. Carson                                   | Episodio: "Get Ready"                                                                    |
| 2019–2020  | Supergirl                                                 | Steve Lomeli                                 | Recurrente, 3 Episodios                                                                  |
| 2019       | Conversations in L.A.                                     | Dr. Kerr                                     | Episodio: "Wed-Lock"                                                                     |
| 2019       | Magnum P.I.                                               | Gerard Hirsch                                | Episodio: "Blood Brothers"                                                               |
| 2020       | Big Mouth                                                 | Varias voces                                 | 3 Episodios                                                                              |
| 2021       | Sex & the City And Just Like That...                      | Stanford Blatch                              | 3 Primeros episodios de la Miniserie , entrega póstuma (4 episodio)                      |